# Курчумский
Курчумский — поселок в Малопургинском районе Удмуртской республики.

## География
Находится в южной части Удмуртии на расстоянии приблизительно 5 км на север по прямой от районного центра села Малая Пурга.

## История
Известен с 1935 года как Курчумский лесопункт. До 2021 года входил в состав Малопургинского сельского поселения.

## Население
Постоянное население составляло: 45 человек в 2002 году (удмурты 65 %), 47 в 2012.